# Perdita infuscata
Perdita infuscata är en biart som beskrevs av Timberlake 1977. Perdita infuscata ingår i släktet Perdita och familjen grävbin. Inga underarter finns listade i Catalogue of Life.